# Jacques Hetsen
Jacques Hetsen (Wervershoof, 14 juni 1945 - Wognum, 4 mei 2007) was een Noord-Hollandse projectontwikkelaar en vanaf 1976 een van de managers van de Volendamse popgroep BZN. Waar zijn collega Dick de Boer verantwoordelijk is voor de dagelijkse gang van zaken, vanaf de oprichting in 1965, is Hetsen verantwoordelijk voor de boekingen van de band en de ondersteuning van de theatertours.
Eind jaren '70 kreeg het BZN-management het idee om met de band een theatertour te beginnen. Dit bleek later zeer succesvol. Tegenwoordig doen bijna alle succesvolle bands dit, maar weinigen weten echter dat het originele idee van het managementduo van BZN afkomstig is.
Op 4 mei 2007 sterft Jacques Hetsen plotseling op 61-jarige leeftijd aan de gevolgen van een hersenbloeding, zes weken voor het laatste concert van BZN dat plaatsvond op 16 juni 2007.